# Atletiek op de Olympische Zomerspelen 2016 – 50 kilometer snelwandelen mannen
Het 50 km snelwandelen voor mannen op de Olympische Zomerspelen 2016 in Rio de Janeiro vond plaats op vrijdag 19 augustus 2016. De wedstrijd werd gewonnen door regerend wereldkampioen Matej Tóth uit Slowakije. 

## Records
Voorafgaand aan het toernooi waren dit het wereldrecord en het olympisch record.
| Wereldrecord     | Yohann Diniz  | 3:32.33 | Zürich | 15 augustus 2014 |
| Olympisch record | Jared Tallent | 3:36.53 | Londen | 11 augustus 2012 |

## Uitslag
De volgende afkortingen worden gebruikt:
- NR Nationaal record
- PB Persoonlijke besttijd
- SB Beste seizoensprestatie
- DSQ Gediskwalificeerd
- DNF Niet gefinisht
- ~ Waarschuwing voor verlies bodemcontact
- > Waarschuwing voor gebogen knie

| Rang   | Atleet                 | Land | Tijd    | Opmerkingen |
| ------ | ---------------------- | ---- | ------- | ----------- |
| Goud   | Matej Tóth             | SVK  | 3:40.58 |             |
| Zilver | Jared Tallent          | AUS  | 3:41.16 | SB          |
| Brons  | Hirooki Arai           | JPN  | 3:41.24 | SB          |
| 4      | Evan Dunfee            | CAN  | 3:41.38 | NR          |
| 5      | Yu Wei                 | CHN  | 3:43.00 |             |
| 6      | Robert Heffernan       | IRL  | 3:43.55 |             |
| 7      | Håvard Haukenes        | NOR  | 3:46.33 | PB          |
| 8      | Yohann Diniz           | FRA  | 3:46.43 | SB          |
| 9      | Caio Bonfim            | BRA  | 3:47.02 | NR          |
| 10     | Chris Erickson         | AUS  | 3:48.40 | PB          |
| 11     | Wang Zhendong          | CHN  | 3:48.50 |             |
| 12     | Quentin Rew            | NZL  | 3:49.32 |             |
| 13     | Horacio Nava           | MEX  | 3:50.53 | ~           |
| 14     | Takayuki Tanii         | JPN  | 3:51.00 | ~           |
| 15     | Adrian Blocki          | POL  | 3:51.31 |             |
| 16     | Omar Zepeda            | MEX  | 3:51.35 | ~           |
| 17     | Jorge Armando Ruiz     | COL  | 3:51.42 | > PB        |
| 18     | Serhiy Budza           | UKR  | 3:53.22 | SB          |
| 19     | Brendan Boyce          | IRL  | 3:53.59 |             |
| 20     | Jesús Ángel García     | ESP  | 3:54.29 |             |
| 21     | Marco de Luca          | ITA  | 3:54.40 |             |
| 22     | Rafal Augustyn         | POL  | 3:55.01 | >           |
| 23     | Jarkko Kinnunen        | FIN  | 3:55.43 |             |
| 24     | Rafal Fedaczynski      | POL  | 3:55.51 |             |
| 25     | José Leyver Ojeda      | MEX  | 3:56.07 |             |
| 26     | Dušan Majdán           | SVK  | 3:58.25 | >> SB       |
| 27     | Koichiro Morioka       | JPN  | 3:58.59 |             |
| 28     | Alexandros Papamichail | GRE  | 3:59.21 |             |
| 29     | Jonathan Rieckmann     | BRA  | 4:01.52 | ~           |
| 30     | Ronald Quispe          | BOL  | 4:02.00 | NR          |
| 31     | Narcis Stefan Mihaila  | ROU  | 4:02.46 | PB          |
| 32     | Pedro Isidro           | POR  | 4:03.42 | ~           |
| 33     | Tadas Suskevicius      | LTU  | 4:04.10 |             |
| 34     | Rolando Saquipay       | ECU  | 4:07.29 |             |
| 35     | Sandeep Kumar          | IND  | 4:07.55 | ~           |
| 36     | Miguel Carvalho        | POR  | 4:08.16 |             |
| 37     | Arnis Rumbenieks       | LAT  | 4:08.28 |             |
| 38     | Marc Mundell           | RSA  | 4:11.03 |             |
| 39     | Ivan Banzeruk          | UKR  | 4:11.51 |             |
| 40     | Brendon Reading        | AUS  | 4:13.02 |             |
| 41     | Mario Alfonso Bran     | GUA  | 4:15.14 | >           |
| 42     | Vladimir Savanovic     | SRB  | 4:15.53 |             |
| 43     | John Nunn              | USA  | 4:16.12 |             |
| 44     | Bence Venyercsan       | HUN  | 4:19.15 |             |
| 45     | Claudio Villanueva     | ECU  | 4:19.33 |             |
| 46     | Nenad Filipovic        | SRB  | 4:25.41 |             |
| 47     | Han Yucheng            | CHN  | 4:32.35 | >>          |
| 48     | Pavel Chihuan          | PER  | 4:32.37 | >           |
| 49     | Predrag Filipovic      | SRB  | 4:39.48 | >           |
| –      | Kim Hyun-sub           | KOR  | DNF     |             |
| –      | Ivan Trotski           | BLR  | DNF     | >           |
| –      | Ihor Hlavan            | UKR  | DNF     |             |
| –      | Miguel Ángel López     | ESP  | DNF     |             |
| –      | Carl Dohmann           | GER  | DNF     |             |
| –      | Hagen Pohle            | GER  | DNF     | >           |
| –      | Matteo Giupponi        | ITA  | DNF     |             |
| –      | Mathieu Bilodeau       | CAN  | DNF     |             |
| –      | Artur Mastianica       | LTU  | DNF     |             |
| –      | José Leonardo Montaña  | COL  | DNF     | >~          |
| –      | Alex Wright            | IRL  | DNF     |             |
| –      | Jose Ignacio Diaz      | ESP  | DNF     | >>          |
| –      | Marius Cocioran        | ROU  | DNF     |             |
| –      | Sándor Rácz            | HUN  | DNF     |             |
| –      | Luis Henry Campos      | PER  | DNF     | >>          |
| –      | Mário dos Santos       | BRA  | DNF     |             |
| –      | Veli-Matti Partanen    | FIN  | DNF     |             |
| –      | Yerenman Salazar       | VEN  | DNF     |             |
| –      | Joao Vieira            | POR  | DNF     |             |
| –      | Edward Araya           | CHI  | DSQ     | >>~         |
| –      | Teodorico Caporaso     | ITA  | DSQ     | ~ ~ ~       |
| –      | Andres Chocho          | ECU  | DSQ     | ~ ~ ~       |
| –      | Lukas Gdula            | CZE  | DSQ     | >>>         |
| –      | Dominic King           | GBR  | DSQ     | >>>         |
| –      | Luis Lopez             | ESA  | DSQ     | >~~         |
| –      | Aleksi Ojala           | FIN  | DSQ     | >>>         |
| –      | Park Chil-sung         | KOR  | DSQ     | ~ ~ ~       |
| –      | Jaime Quiyuch          | GUA  | DSQ     | >~>         |
| –      | James Rendon           | COL  | DSQ     | ~ ~ ~       |
| –      | Miklos Srp             | HUN  | DSQ     | >~>         |
| –      | Martin Tistan          | SVK  | DSQ     | >>>         |